# 1. FC Nürnberg (női csapat)
A 1. FC Nürnberg női labdarúgó szakosztályát 1988-ban hozták létre. A német első osztályban szerepel.

## Klubtörténet
1988. augusztus 24-én 1. Fußball-Club Nürnberg Frauen- und Mädchenfußball néven alakult meg az egyesület, melyet 1995 tavaszán az 1. FC Nürnberg önálló szakosztályaként jegyeztek fel.
Az 1999–2000-es szezonban első alkalommal sikerült az élvonalba jutniuk, azonban az idény végére a tabella utolsó helyén, kieső helyen végeztek. A búcsú egyben egy hosszas sikertelenségi sorozat kezdete is volt, két sikertelen feljutás után kiestek a Regionális ligába, majd onnan a Landesligába. 2008-ban visszakerültek a harmadik vonalba, de az ingázás a harmad- és negyedosztály között egészen 2013-ig tartott. Ekkor újra megvetették lábukat a regionális bajnokságban, 2020-tól pedig a Bundesliga 2. résztvevői lettek.

## Eredmények
- Harmadosztályú bajnok (2): 2001–02, 2020–21
- Bayernliga bajnok (3): 1998–99, 2008–09, 2012–3

## Játékoskeret
2025. július 28-tól
| #  |     | Poszt | Név                     |
| -- | --- | ----- | ----------------------- |
| 1  | AUT | K     | Kristin Krammer         |
| 21 | AUT | K     | Larissa Rudek           |
| 25 | ESP | K     | Lourdes Romero          |
| 31 | GER | K     | Hannah Etzold           |
| 2  | SWE | V     | Klara Svensson Senelius |
| 5  | GER | V     | Clara Fröhlich          |
| 12 | GER | V     | Amélie Thöle            |
| 14 | GER | V     | Marlene Lindner         |
| 15 | POL | V     | Oliwia Woś              |
| 27 | HUN | V     | Fördős Beatrix          |
| 4  | GER | KP    | Luisa Guttenberger      |
| 6  | GER | KP    | Alina Mailbeck          |
| 7  | GER | KP    | Marina Scholz           |

| #  |     | Poszt | Név                   |
| -- | --- | ----- | --------------------- |
| 8  | GER | KP    | Meret Günster         |
| 9  | LUX | KP    | Laura Miller          |
| 10 | GER | KP    | Jonna Brengel         |
| 11 | SUI | KP    | Lara Meroni           |
| 17 | MNE | KP    | Selma Ličina          |
| 18 | GER | KP    | Franziska Mai         |
| 19 | FRA | KP    | Sanja Homann          |
| 22 | GER | KP    | Julia Pollak          |
| 28 | FRA | KP    | Maëlle Seguin         |
| 20 | GER | CS    | Jacqueline Baumgärtel |
| 24 | GER | CS    | Nastassja Lein        |
| 29 | GER | CS    | Hanna Deuber          |

## Korábbi híres játékosok
| - Nadine Angerer - Anne Führlein - Merita Gashi - Astrid Gröpper - Nicole Munzert - Lea Paulick - Rebekka Salfelder - Madeleine Steck | - Katriina Talaslahti - Medina Dešić - Anny Kerim-Lindland - Lara Felix - Elena Mühlemann - İlayda İçier - Dilara Türk - Aycan Yanaç |